# Rah !
Rah ! est un album du chanteur de jazz Mark Murphy.

## Historique
Les titres qui composent cet album ont été enregistrés aux "Plazza Sound Studio" (New York), les 15, 19, 22 septembre, et le 16 octobre 1961.
Cet album, produit par Orrin Keepnews, a été publié pour la première fois en 1961 par le label Riverside Records (RLP 395).

## Titres de l’album
| No  | Titre                                  | Auteur                               | Durée |
| --- | -------------------------------------- | ------------------------------------ | ----- |
| 1.  | Angel Eyes                             | Earl Brent, Matt Dennis              | 3:09  |
| 2.  | On Green Dolphin Street                | Bronislau Kaper, Ned Washington      | 3:41  |
| 3.  | Stoppin' The Clock                     | Roy Kral, Fran Landerman             | 3:08  |
| 4.  | Spring Can Really Hang You Up The Most | Tommy Wolf, Fran Landesman           | 3:45  |
| 5.  | No Tears For Me                        | Floyd Huddleston, Mark McIntyre      | 3:07  |
| 6.  | Out Of This World                      | Harold Arlen, Johnny Mercer          | 4:48  |
| 7.  | Milestones                             | Miles Davis                          | 2:26  |
| 8.  | My Favourite Things                    | Richard Rogers, Oscar Hammerstein II | 2:24  |
| 9.  | Doodlin'                               | Horace Silver                        | 3:27  |
| 10. | Lil Darlin'                            | Neal Hefti, Jon Hendricks            | 4:58  |
| 11. | Twisted                                | Wardell Gray, Annie Ross             | 2:27  |

## Personnel
- Mark Murphy : voix
- Clark Terry : trompette (3, 6-7, 9, 10-11)
- Blue Mitchell : trompette (7, 9, 11)
- Joe Wilder : trompette (1-5, 10)
- Bernie Glow : trompette (1-6, 8)
- Ernie Royal : trompette (1-6, 8, 10)
- Jimmy Cleveland : trombone (1-6, 8, 10)
- Urbie Green : trombone (1-5, 10)
- Melba Liston : trombone (6, 8)
- Wynton Kelly : piano (1-5, 7, 9, 10-11)
- Bill Evans : piano (6, 8)
- Barry Galbraith : guitare (1-5, 10)
- Sam Herman : guitare (6, 8)
- George Duvivier : contrebasse (1-5, 10)
- Art Davis : contrebasse (7, 9, 11)
- Wendell Marshall[3] : contrebasse
- Jimmy Cobb :  batterie
- Ray Barretto[3] : congas (6-11)
- Ernie Wilkins : arrangeur